# Europeiska baptistfederationen
Europeiska baptistfederationen, European Baptist Federation (EBF), är en federation och ett av sex regionala sällskap i Baptisternas Världsallians. EBF grundades i Ruschlikon, Schweiz, 1949. Man lägger stor vikt vid mänskliga rättigheter, religionsfrihet och hjälpprogram. Federationen representerar runt 13 000 baptistförsamlingar med över 800 000 medlemmar i 51 samfund.  EBF gör en viktig insats i arbetet mot trafficking  och arbetar fortsatt med evangelisation och mission. 

## Teologi
Baptister har ofta inte någon trosbekännelse, man har bibeln som auktoritet. Europeiska baptistfederationen har dock ett "utlåtande om identitet" som 17 punkter anger dess teologiska identitet. Man beskriver bland annat sin syn på bibeln som auktoritet, troendedopet, frälsaren Jesus Kristus som fullt människa och fullt Gud, ansvaret för Guds skapelse och kampen mot slaveri, rasism, apartheid och etnisk rensning. Som en ram för punkterna uttrycker de en längtan och förväntan över Jesu återkomst och avsluter med "Amen och Amen. Maranatha, kom, Herre Jesus, kom." 

## Högre utbildning
Europeiska baptistfederationen driver International Baptist Theological Seminary of the European Baptist Federation (IBTS) i Prag. Där ger man teologisk utbildning på postgraduate-nivå. Studenterna kommer från de olika medlemssamfunden. Man arbetar också med miljöfrågor och har målet att bli ett "eco-seminary", en miljövänligt teologiskt seminarium.  . Man erbjuder examen som magister, master och doktor samt ett ettårigt certifikat i tillämpad teologi avsett för lekmannaledare.  IBTS har ett av de största biblioteken med engelskspråkig litteratur på europeiska kontinenten, man närmar sig 100000 volymer. . Seminariet är medlem i Consortium of European Baptist Theological Schools (CEBTS) där också Teologiska Högskolan i Stockholm (THS) och Örebro missionsskola är medlemmar. . CEBTS samlar över 25 teologiska skolor som tillhör samfund knutna till Europeiska baptistfederationen.

## Nordiska medlemmar
- Baptistkirken i Danmark
- Det Norske Baptistsamfunn
- Equmeniakyrkan
- Evangeliska Frikyrkan
- Finlands svenska baptistsamfund
- Finska baptistsamfundet